# 487 v.Chr.
Het jaar 487 v.Chr. is een jaartal volgens de christelijke jaartelling. 

## Gebeurtenissen

### Griekenland
- Egina verklaart de oorlog aan Athene. Koning Leotychidas II probeert tevergeefs te bemiddelen in het conflict.
- Voortaan staat het archontschap van Athene open voor iedere burger.
- Telesinus wordt benoemd tot archont van Athene.
- Cleomenes I van Sparta overlijdt in gevangenschap, mogelijk zelfmoord.

## Geboren
- Gorgias (~487 v.Chr. - ~376 v.Chr.), Grieks redenaar en filosoof

## Overleden
- Cleomenes I, koning van Sparta